# Fausta
Fausta Flavia Maxima, född 289, död 326, var en romersk kejsarinna, gift med kejsar Konstantin den store 307. Hon var dotter till den romerske kejsaren Maximianus. 

## Biografi
Fausta blev gift med Konstantin i ett äktenskap arrangerat av hennes far för att befästa alliansen inom tetrarkin, ”fyrstyret”, år 307, och Konstantin skilde sig från sin förra fru Minervina för att kunna gifta sig med henne. År 310 anförtrodde hennes far Maximianus henne sin plan att döda hennes man. Fausta avslöjade planen för sin man, och därefter avled fadern, antingen genom självmord eller mord. Hon ska ha åtnjutit stark respekt från maken, som år 323 gav henne titeln Augusta (titel) som ett tecken på sin respekt.     
Konstantin lät avrätta henne 326 tillsammans med sin son, Crispus, från tidigare äktenskapet med Minervina. Omständigheterna kring avrättningen är inte klarlagda, men sambandet mellan och relationen mellan Fausta och hennes styvson Crispus har varit föremål för mycket spekulationer. Enligt en version ska Fausta ha varit avundsjuk på Crispus om Konstantins uppmärksamhet och falskt anklagat Crispus för våldtäkt, varpå maken sedan dödade även henne i ånger. En annan förklaringsmodell är att Fausta och Crispus hade ett förhållande. Fausta avrättades genom att kokas levande och dog i kvävning. Denna avrättningsmetod var unik och förekom annars inte, men däremot var bad i upphettat vatten en vanlig samtida metod för att framkalla en abort. Avrättningsmetoden kan därför ha varit en anspelning på hennes äktenskapsbrott. Efter avrättningen gav Konstantin order om att Fausta och Crispus skulle drabbas av damnatio memoriae och inte fick nämns i några officiella dokument, något som också åtlyddes under hennes söners regeringstid. 
Hennes söner blev romerska kejsarna Konstantin II och Constantius II. Hon fick förmodligen tre döttrar, Constantina, Helena och Fausta den yngre. Constantina var först gift med Hannibalianus från Pontus och senare med Gallus Caesar. Helena gifte sig med Julianus Apostata.

## Galleri

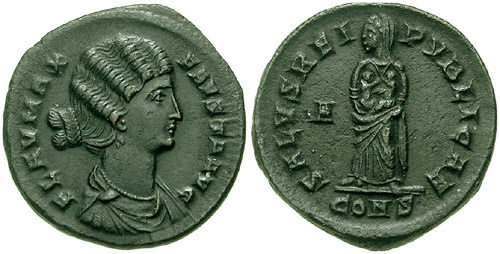
Till vänster: Mynt med bild på Faustas huvud. Till höger: Fausta håller i famnen sönerna Konstantin II och Constantius II.